# Tommaso Campana
Tommaso Campana (activo hacia 1620) fue un pintor italiano, activo durante el Barroco.

## Biografía
Se conocen pocos datos sobre la vida de Campana, la mayoría de ellos proporcionados por Carlo Cesare Malvasia. El erudito boloñés lo distingue claramente del también pintor Giacinto Campana, que fue su profesor de dibujo y con quien se ha confundido frecuentemente.
El único dato cierto es su participación en la famosa decoración del claustro del San Michele in Bosco de Bolonia (1604-1605) junto a muchos de los más destacados pintores de su generación. Poco después le encontramos trabajando a las órdenes de Guido Reni en diversos proyectos, como la decoración al fresco de diversas estancias del Palacio del Quirinal.
Casi ninguna obra de su mano ha llegado hasta nuestros días. La Pinacoteca de Bolonia registra la entrada (1883) de una pintura procedente de la Colección Zambeccari, aunque se desconoce qué fue de ella con posterioridad, al igual que la Magdalena  penitente del museo de Stuttgart. En 1994 se vendió un supuesto autorretrato de Campana en Sotheby's.

## Obras destacadas
- Frescos de San Michele in Bosco (1605, Bolonia)
  - Santa Cecilia reparte sus riquezas entre los pobres
  - Santa Cecilia comparece ante el tirano
- Autorretrato (Colección particular)
- Paisaje con animales (Galería Borghese, Roma)
- Magdalena penitente (antes en la Staatgalerie, Stuttgart)
- Milagro de la multiplicación de los panes y los peces (antes en el Museo Kaiser Friederich, Berlín)
- Dos ángeles con fasces y flores (Palacio del Quirinal, Roma)
- Baco, Ariadna y la Abundancia (antes en la Pinacoteca Nacional de Bolonia)